# Samuel Gottlieb Gmelin
Samuel Gottlieb Gmelin (ur. 4 lipca 1744 w Tybindze, zm. 27 lipca 1774 w Achmetkend) – niemiecki lekarz, botanik i badacz przyrody. Członek Rosyjskiej Akademii Nauk. Jego skrótem autorskim w dziełach o botanice był "S.G.Gmel.".
Gmelin studiował medycynę w Tybindze. W 1767 został powołany jako profesor botaniki na uniwersytet do Petersburga. Z rozkazu carycy Katarzyny II Wielkiej udał się wraz z Peterem S. Pallasem i Antonem Güldenstädtem w naukową podróż przyrodniczą w głąb południowych prowincji Imperium Rosyjskiego. Podczas podróży badał ziemie położone na zachód od Donu, okolice Baku, perskie prowincje na południowym wybrzeżu Morza Kaspijskiego, jak i tereny położone na wschód od tego morza. W drodze powrotnej w 1774 został uwięziony przez chana Chaitaków Amira Hamsę. Zmarł tego samego roku w Achmetkend w Dagestanie.
Przypuszczalnie opisał jako pierwszy w 1771 kurhannika, którego nazwał Accipiter ferox. Ernst Hartert, który usystematyzował gatunek, przypisuje pierwszy opis kurhannika jednak Filipowi Jakubowi Cretzschmarowi (1827), a kurhannika nazwał Buteo ferox. Hartert przypuszczał, że ptak opisany przez Gmelina to gadożer. Jednak Gmelin ustrzelił ptaka dla opisu zimą, a w przeciwieństwie do kurhanników, gadożery zimują w Afryce.
Główne dzieła:
- Historia fucorum, Petersburg 1768
- Rariorium avium expositio. Novi Commentarii academiae scientiarum imperialis petropolitanae, tom. XV, Petersburg 1771
- Reise durch Rußland zur Erforschung der drei Naturreiche, 4 tomy, Petersburg 1770–84.